# Qiexue
Qiexue (kinesiska: 切学乡, 切学) är en socken i Kina. Den ligger i den autonoma regionen Guangxi, i den södra delen av landet, omkring 230 kilometer norr om regionhuvudstaden Nanning. Antalet invånare är 5775. Befolkningen består av 2 713 kvinnor och 3 062 män. Barn under 15 år utgör 29,0 %, vuxna 15-64 år 58 %, och äldre över 65 år 12,0 %.
Genomsnittlig årsnederbörd är 1 802 millimeter. Den regnigaste månaden är juni, med i genomsnitt 313 mm nederbörd, och den torraste är februari, med 38 mm nederbörd.